# Izosylabizm
Izosylabizm – rodzaj sylabizmu polegający na występowaniu jednakowej liczby sylab we wszystkich wersach, np. we fraszce Marii Jasnorzewskiej-Pawlikowskiej Mól:
Mól ogląda mód żurnale
I podziwia suknie, szale,
Pomrukując: zobaczymy,
Co będziemy jeść tej zimy.
Izosylabizm nadaje wierszowi bardzo równomierny rytm, dlatego często występuje w tekstach śpiewanych.
Nie wszystkie wiersze nazywane sylabicznymi są w rzeczywistości stuprocentowo izosylabiczne. Dzieje się tak dlatego, że użycie rymu męskiego z reguły skraca wers o jedną sylabę. Widać to na przykład w Pieśni filaretów Adama Mickiewicza.